# Canal de Provence
Le canal de Provence est un ensemble d'ouvrages hydrauliques qui participe à la desserte, principalement en eau brute, captée dans le Verdon, de 110 communes des Bouches-du-Rhône et du Var dont Aix-en-Provence, Marseille, Toulon, soit une population totale de plus de 2 000 000 d'habitants. Il permet d'irriguer 70 000 hectares de terres agricoles et alimente plus de 8 000 sites industriels de la région.
D'une longueur de 216 km dont 146 en souterrain (tunnels, siphons) et par voie aérienne (aqueducs), le canal a été conçu et réalisé progressivement sur la base d'un schéma initial qui a très peu varié, à partir des années 1960, et a évité les effets de la sécheresse dans les départements desservis contribuant ainsi à leur développement économique,.

## Histoire
La basse Provence, possédant peu de cours d'eau importants, a toujours été déficitaire en eau, surtout en été. Dès le XVIe siècle, Adam de Craponne avait proposé, sans succès, de créer un canal pour alimenter en eau Aix et Marseille. D'autres projets sans suite se sont succédé. Au cours du XIXe siècle, enfin, la construction du canal de Marseille amène l'eau de la Durance à Marseille en 1849, et celle du canal du Verdon, entre 1857 et 1875, apporte à Aix l'eau du Verdon. Mais ces apports se révèlent insuffisants au XXe siècle.

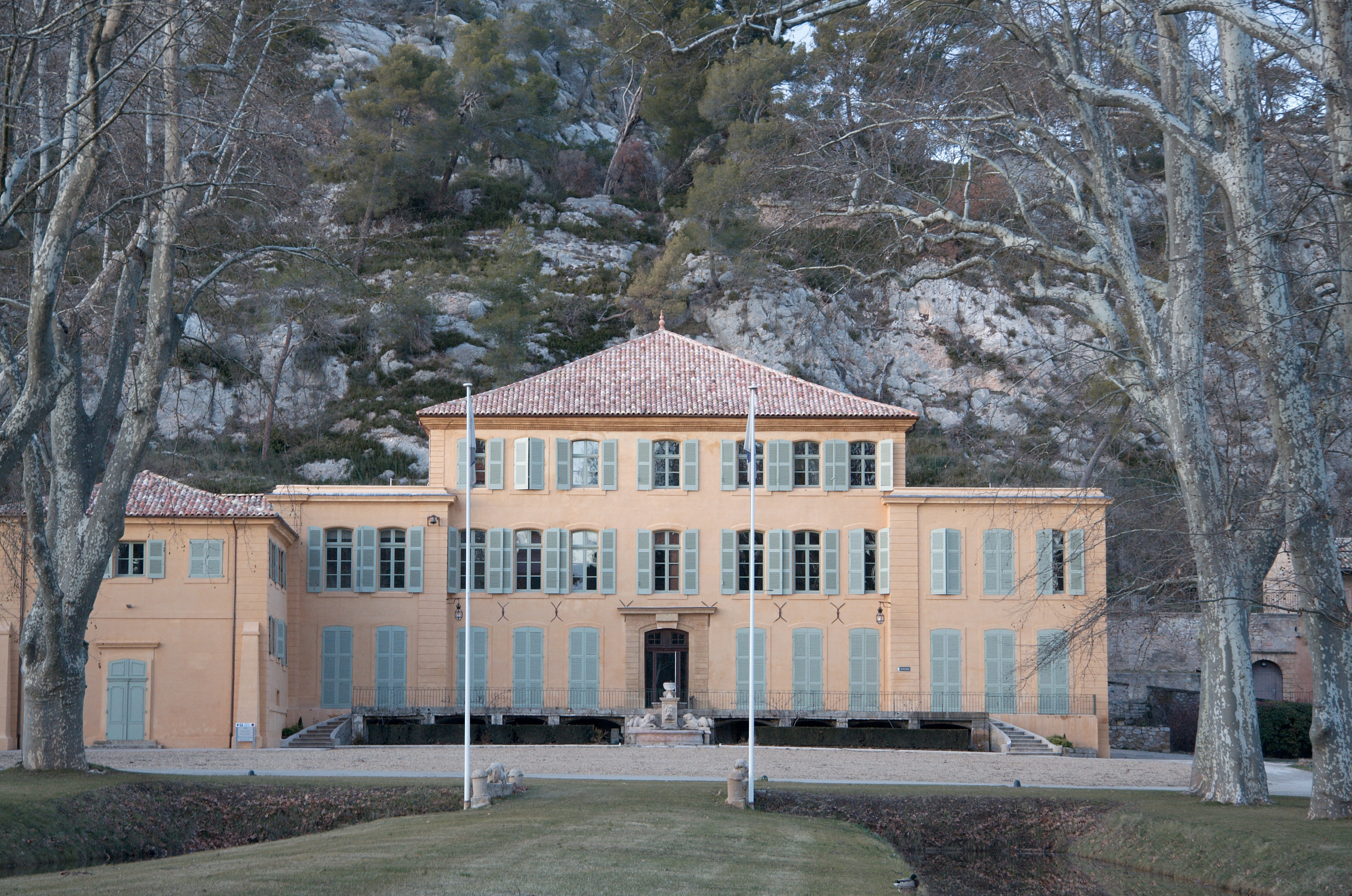
Le siège de la Société du Canal de Provence, au Tholonet (Bouches-du-Rhône).

Après la Seconde Guerre mondiale, sous l'impulsion du ministère de l'Agriculture, les départements des Bouches-du-Rhône et du Var, ainsi que la Ville de Marseille décident de substituer au canal du Verdon un canal entièrement nouveau, portant lui aussi l'eau du Verdon, mais construit largement en souterrain, ce qui, en diminuant la longueur du parcours, permet de réduire la perte d'altitude et donc de bénéficier d'une pression naturelle améliorée aux points de distribution. La Société du Canal de Provence et d'aménagement de la Région Provençale est créée à cet effet en 1957.

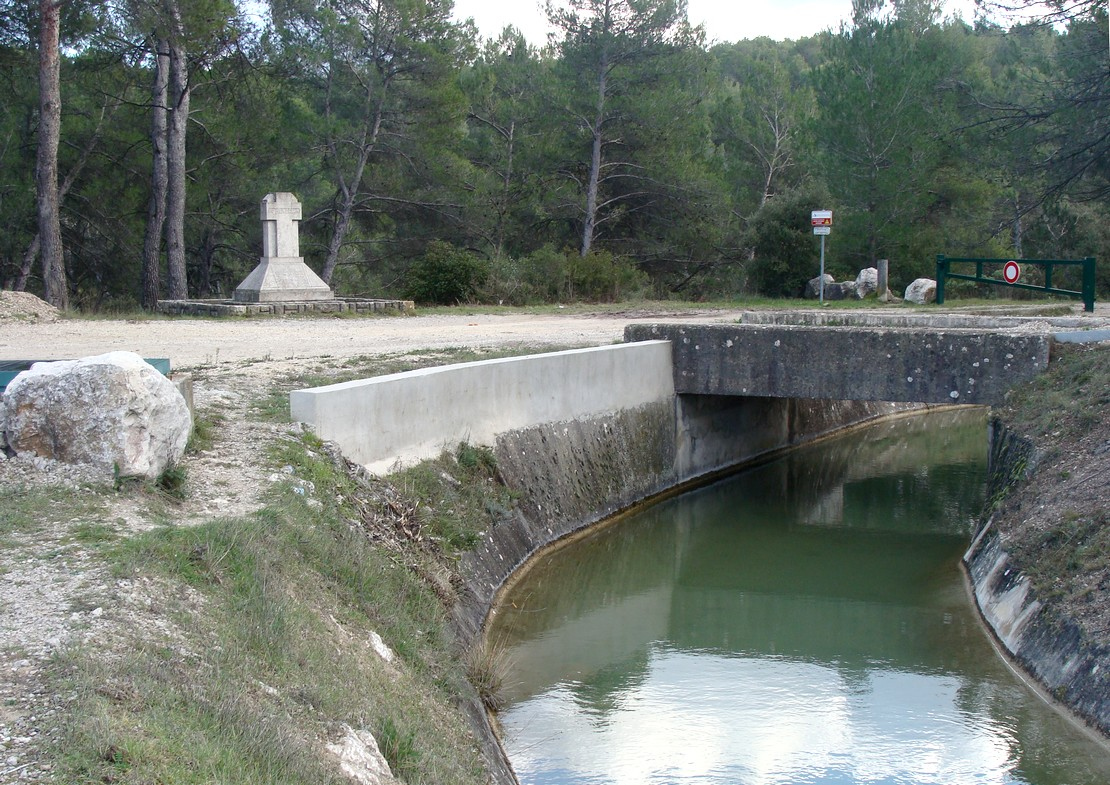
Mémorial à Léonce Long, « victime du travail mort le 2 mai 1955 à l'âge de 30 ans », branche de Fuveau.

La construction, à partir de 1964, est coordonnée avec les travaux d'aménagement hydraulique effectués par EDF sur le bas-Verdon : un barrage est établi au-dessus de Gréoux-les-Bains, et un canal d'amenée vers la centrale hydroélectrique de Vinon-sur-Verdon est construit à partir du lac d'Esparron, mis en eau en 1967. Le canal-maître I se greffe sur ce canal, et se déverse dans le réservoir de Bimont, construit entre 1946 et 1952 pour la desserte en eau de la ville d'Aix, et d'une capacité de stockage de 23 Mm3. Cette première phase de travaux s'achève en 1969.
Afin de sécuriser l'approvisionnement en eau de la ville de Marseille, un canal secondaire est ensuite construit depuis Bimont jusqu'aux hauteurs dominant la ville, où est créé en 1973 le réservoir du Vallon Dol (capacité de stockage : 23 Mm3). Le développement du tourisme sur la côte rend enfin nécessaire un important apport d'eau sur la côte varoise. Un dédoublement du canal principal est alors entrepris depuis Rians en direction de l'agglomération toulonnaise. À Signes, ce canal-maître II se scinde en deux pour desservir l'agglomération toulonnaise par l'ouest et par l'est.
La branche de Marseille-nord s'avérant insuffisante, une dérivation de ce canal est créée, entre 1977 et 1986, en direction de Marseille (vallon Dol), à partir de Pourcieux. Ces travaux ont été achevés en 1986. Les investissements ont été financés pour moitié par emprunts et pour moitié par subventions de l'État, de la Région, des Départements, de l'Europe et de l'Agence de l'eau.
Des développements sont en cours en direction de l'est varois.

## Le canal au XXIe siècle
La Société du canal de Provence (SCP) fournit désormais l'eau à plus de deux millions d'habitants des deux départements, au moyen de 216 kilomètres d’ouvrages principaux, dont 146 souterrains, 82 barrages et réservoirs de proximité, dont les réserves de Bimont, près d'Aix-en-Provence, et de Vallon-Dol, à Marseille, près de 4 500 km de canalisations d’adduction et de distribution, et 50 000 postes de livraison d'eau aux utilisateurs divers : collectivités publiques (110 communes desservies, 30 % du volume distribué), industries (Gardanne, étang de Berre, 30 %), entités agricoles (70 000 hectares irrigués, soit la moitié des surfaces irrigables de la région, 30 %).
Le canal-maître I (en amont de Rians) peut délivrer chaque année 660 millions de mètres cubes d'eau du Verdon, répartis en dynamique entre les différentes branches de l'aval à partir du centre de gestion du Tholonet. Son débit maximum de pointe est de 40 mètres cubes par seconde. Les prélèvements d’eau de la SCP sont d'environ 250 millions m3 par an.
Les réserves constituées sur le Verdon permettent de garantir les débits sur une période de sécheresse de deux ans, le canal de Provence étant à sa capacité maximale.
Le canal de Provence fournit 40 % de la consommation de la ville de Marseille, l'autre partie étant fournie par le canal de Marseille.